# WWA世界ブラスナックル王座
WWA世界ブラスナックル王座（ダブリュー・ダブリュー・エーせかいブラスナックルおうざ）は、FMWが管理、WWAが認定していた王座。

## 歴史
FMWで初のシングル王座で初期の遺恨決着に絡むことで「FMWの至宝」と呼ばれている。WWA世界ブラスナックル王座に関しては後にFMWと密接な関係を築くWWAが創設。
1990年1月7日、FMW後楽園ホール大会で「総合格闘技オープントーナメント」を開催。2回戦で大仁田は初代WWA世界ブラスナックル王者のビースト・ザ・バーバリアンと対戦したが、場外乱闘の末に無効試合の裁定が下って両者失格になった。納得いかない大仁田は号泣しながら「もう1回」とバーバリアンとの再戦を観衆にアピールして、立会人のレッド・バスチェンにバーバリアンとの再戦にWWAブラスナックル王座をかけるよう要求。この結果、その場で王者のバーバリアン、挑戦者の大仁田によるタイトルマッチが行われて大仁田が勝利して第2代王者になった。2月19日、フォートワース遠征で大仁田はボツワナ・ビーストとの防衛戦を行って大仁田が勝利。この時、大仁田は顔面に隈取風のペイントを施して試合に臨み、「グレート・ニタ」の発端になったとされている。その後、盟友のターザン後藤との衝突が生じた大仁田は不本意ながら身内同士の争いを避けられなくなった。8月4日、FMWレールシティ汐留大会で大仁田は後藤との防衛戦及びノーロープ有刺鉄線電流爆破デスマッチを行って大仁田が勝利。この試合でFMWはブレイクのきっかけを掴むと同時に1990年のプロレス大賞で年間最高試合賞を受賞。さらに後藤と入れ替わるかのようにミスター・ポーゴと因縁が生じた。11月5日、FMW駒沢オリンピック公園体育館大会で大仁田はポーゴとの防衛戦及びテキサスデスマッチを行って大仁田の勝利。なお、同じ日にソビエトの格闘技組織「DILA」所属であるグリゴリー・ベリチェフがFMWに初参戦している。やがて短期間で頭角を現したベリチェフは大仁田にWWA世界ブラスナックル王座の挑戦を要求。これを伝え聞いた大仁田は「ねえ、やってやろうじゃないの。ブラスナックル選手権をブラスナックルマーシャルアーツ選手権に改称してもいいじゃない」と快諾。
1991年2月、FMW、WWA（ティフアナ）、ソビエトの格闘技組織「DILA」が王座認定組織「WFDA（WWA・FMW・DILA・アソシエーション）」を発足してWFDA世界王座を創設。2月27日、FMW後楽園ホール大会で大仁田とベリチェフによる初代WFDA世界マーシャルアーツ王座決定戦が行われてベリチェフが勝利して初代王者になった。なお、試合開始前のセレモニーで大仁田はWWA世界ブラスナックル王座を返上して、WFDA世界マーシャルアーツ王座が事実上後継となることが示された。
WWA世界ブラスナックル王座は事実上封印状態となるが、1993年8月22日に世界ブラスナックル王座というリニューアルされた形で再度日の目を見ることとなる。

## 歴代王者
| 歴代  | 選手                       | 獲得日付     | 獲得場所 （対戦相手・その他）  |
| ----- | -------------------------- | ------------ | ------------------------------ |
| 初代  | ビースト・ザ・バーバリアン | 1990年1月    | 日本 FMWが王者に認定           |
| 第2代 | 大仁田厚                   | 1990年1月7日 | 後楽園ホール 1991年2月27日返上 |